# أليكسي بوبروف
أليكسي بوبروف (بالروسية: Бобров, Алексей Олегович)‏ هو لاعب كرة قدم روسي في مركز الوسط، ولد في 25 يونيو 1973 في سانت بطرسبرغ في روسيا. لعب مع روبين قازان وزينيت سانت بطرسبرغ ونادي لييباياس ميتالورغس.